# Dobrá kočzka která nemlsá

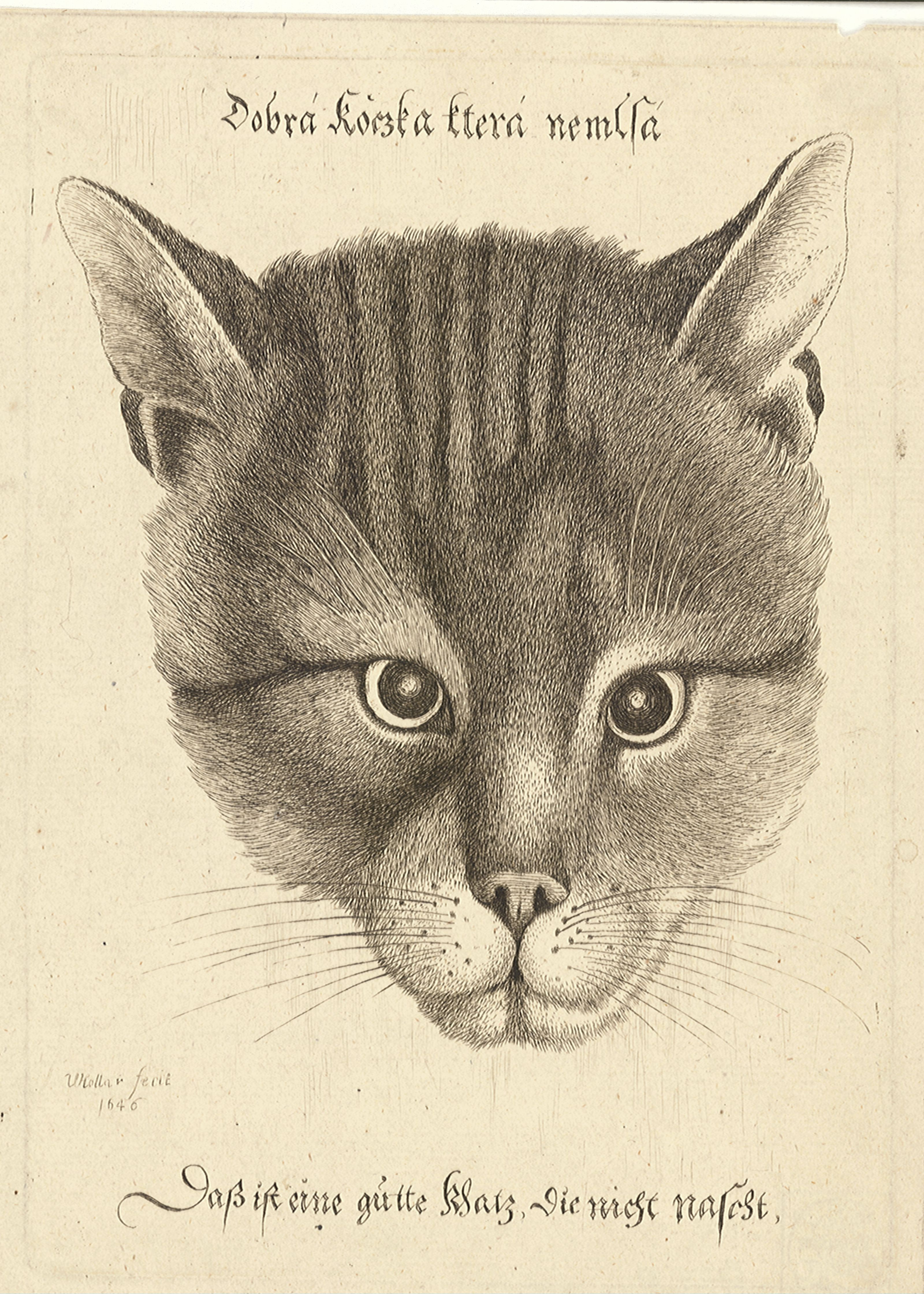
Rytina českého barokního rytce Václava Hollara z roku 1646, k níž odkazuje obal i název alba

Dobrá kočzka která nemlsá je album skupiny Lucie z roku 2002. Hudbu složil David Koller, text Robert Kodym. Album následovalo po Slunečnici z roku 2000, na kterém Lucie více experimentovala, Dobrá kočzka naopak znamenala návrat k rockovější muzice, což bylo kritiky vnímáno pozitivně.

## Seznam skladeb
- „Daniela“ [David Koller / Robert Kodym]
- „Horkej den“ [David Koller / Sifón Kabrhelová]
- „Fakír“ [P.B.CH. / P.B.CH.]
- „Dobrá kočzka která nemlsá“ [Robert Kodym / Robert Kodym]
- „Pod měděným nebem“ [Michal Dvořák / Tomáš Belko]
- „Vendémiaire“ [David Koller / Guillaume Apollinaire]
- „Zloději pocitů“ [David Koller / Michal Dvořák]
- „Neviditelná lež“ [P.B.CH. / P.B.CH.]
- „Kukačka“ [Robert Kodym / Robert Kodym]
- „Má to cenu“ [David Koller / Sifón Kabrhelová]
- „Kamení a smích“ [Robert Kodym / Robert Kodym]
- „Srdce“ [David Koller / Robert Kodym]
- „Vyčůrat pomodlit spát“ [Robert Kodym / Robert Kodym]

## Sestava
- Michal Dvořák
- Robert Kodym
- David Koller
- P.B.Ch.